# Rachel Fattal
Rachel Fattal (Los Alamitos, 10 dicembre 1993) è una pallanuotista statunitense.
Ha vinto la medaglia d'oro a Rio de Janeiro 2016 ed a Tokyo 2020.

## Palmarès
- Giochi olimpici

Rio de Janeiro 2016: oro.
Tokyo 2020: oro.
- Mondiali

Kazan 2015: oro.
Budapest 2017: oro.
Gwangju 2019: oro.
Budapest 2022: oro.
Doha 2024: oro.
- Coppa del Mondo

Chanty-Mansijsk 2014: oro
Surgut 2018: oro
Long Beach 2023: oro
- World League

Kunshan 2014: oro
Shanghai 2015: oro
Shanghai 2016: oro
Shanghai 2017: oro
Kunshan 2018: oro
Budapest 2019: oro
Atene 2021: oro
Tenerife 2022: bronzo
- Giochi panamericani

Toronto 2015: oro
Lima 2019: oro
Santiago del Cile 2023: oro